# Acacia longiseta
Acacia longiseta é uma espécie de leguminosa do gênero Acacia, pertencente à família Fabaceae.